# Плоске (Підляське воєводство)
Плоске (пол. Płoskie) — село в Польщі, у гміні Заблудів Білостоцького повіту Підляського воєводства.
Населення — 80 осіб (2011).
У 1975-1998 роках село належало до Білостоцького воєводства.

## Демографія
Демографічна структура станом на 31 березня 2011 року:
|          | Загалом | Допрацездатний вік | Працездатний вік | Постпрацездатний вік |
| -------- | ------- | ------------------ | ---------------- | -------------------- |
| Чоловіки | 38      | 11                 | 24               | 3                    |
| Жінки    | 42      | 18                 | 17               | 7                    |
| Разом    | 80      | 29                 | 41               | 10                   |